# Баньоло Пиемонте
Баньо̀ло Пиемо̀нте (на италиански: Bagnolo Piemonte; на пиемонтски: Bagneul, Баниеул, на окситански: Banhuel, Банюел) е градче и община в Северна Италия, провинция Кунео, регион Пиемонт. Разположено е на 365 m надморска височина. Населението на общината е 6066 души (към 2010 г.).